# 企劃
企划，又稱策划、計劃，是一個由個人、多人、組織團體、甚至是企業為了完成某個策略性目標而必經的首要程序。包括從構思目標、分析現況、歸納方向、評估可行性，一直到擬訂策略、實施方案、追蹤成效與評估成果的過程。在商業上，由於「企划」是一個公司企業在行使策略上必要的過程，因此社會上也存在著「協助組織企業提出有效企划案」的顧問公司。